# 桑訥菲尤爾峰
桑訥菲尤爾峰（英語：Sandefjord Peaks）是南極洲的山峰，位於南奧克尼群島的科羅內申島西端，處於波莫納高原西南端，海拔高度635米，現時由南極條約體系管理。